# Volto Santo di Rocca Soraggio

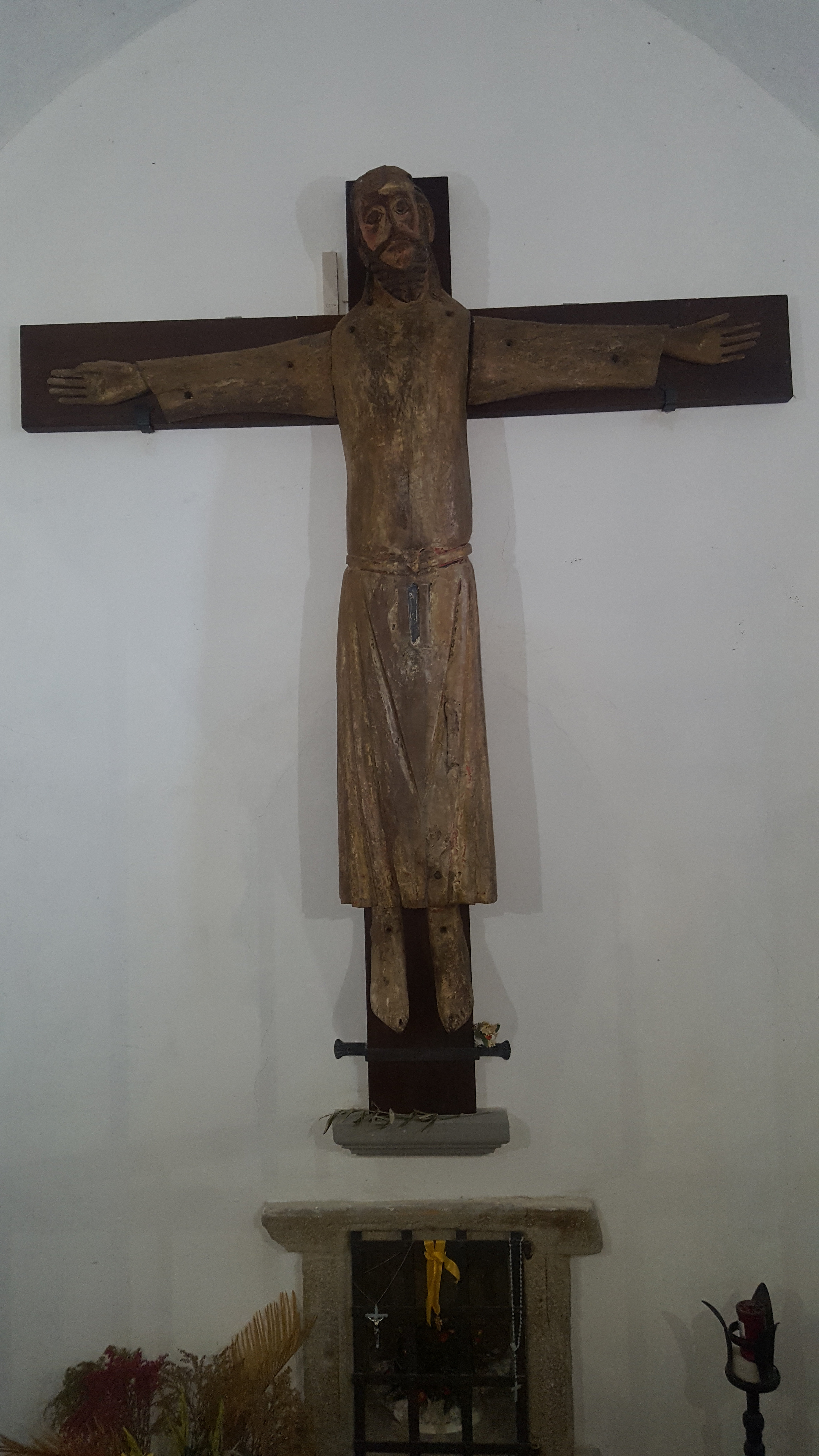
Volto santo di Rocca Soraggio

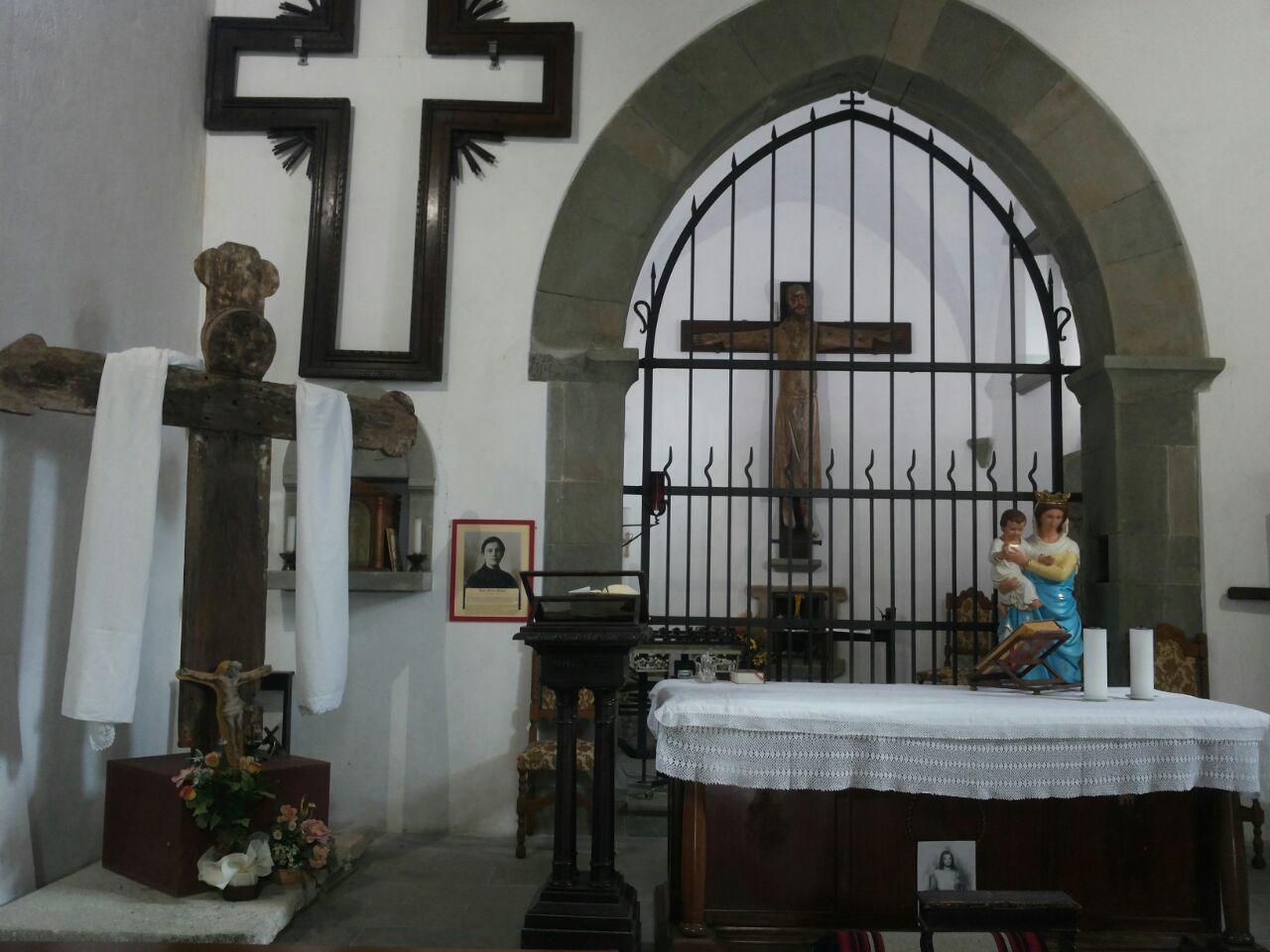
Il Volto Santo di Rocca Soraggio collocato, a seguito del restauro, nella chiesa della Natività di Maria

Il Volto Santo di Rocca Soraggio (frazione di Sillano Giuncugnano in provincia di Lucca, al confine tra Toscana ed Emilia-Romagna) è un crocifisso tunicato medievale, databile tra il XIII e il XIV secolo e ispirato al modello del celebre Volto Santo di Lucca. Il crocifisso è attualmente conservato nella chiesa della Natività di Maria a Rocca Soraggio. 
Si tratta di un crocifisso di grandi dimensioni, di altezza pari a 200 cm e 174 cm di apertura delle braccia.
Il restauro del Volto Santo di Soraggio, eseguito tra il 1996 e il 1999, ha permesso, nonostante le pessime condizioni di conservazione dell'opera,  di identificarne i materiali costruttivi, ovvero legno, cartapesta e tela , e le notevoli qualità artistiche possedute, a partire dalle decorazioni, che seppur con materiali meno pregiati, mostrano una tecnica paragonabile a quella del Volto Santo di Lucca.

## Storia
La presenza di un Volto Santo in Garfagnana è da interpretare come una copia a distanza del crocifisso lucchese, con lo scopo di attrarre l'attenzione di mercanti e pellegrini, introducendoli al culto del crocifisso che avrebbero trovato, proseguendo lungo la stessa strada, una volta giunti a Lucca. La valle di Soraggio rappresentava non solo un raccordo della viabilità tra il Reggiano, la Garfagnana e la Lucchesia, ma l'inizio di un percorso devozionale che si concludeva nella fondovalle, a Lucca.
Da Piazza al Serchio partiva, infatti, un tracciato che attraversava la valle fino al confine emiliano; il tracciato era utilizzato come via di pellegrinaggio dai fedeli che si recavano non solo a Lucca ma anche a Roma.
A partire dall'XI secolo il territorio di Soraggio era controllato dai signori di Dalli, Sillano e Soraggio, dipendeva dall'episcopato di Luni ed era politicamente soggetto alla città di Lucca. Nel 1248 l'imperatore Federico II, a causa di una congiuntura politica a lui sfavorevole, si vide costretto a concedere in feudo l'intera Garfagnana al Comune di Lucca.
Nel 1396 la popolazione di Dalli, Sillano e Soraggio si ribellò a Lucca, ma le milizie intervennero con forza. Nel 1400 i tre territori della Garfagnana passarono sotto Firenze, che li restituì, 40 anni dopo, a Lucca.

## Chiesa di Rocca Soraggio

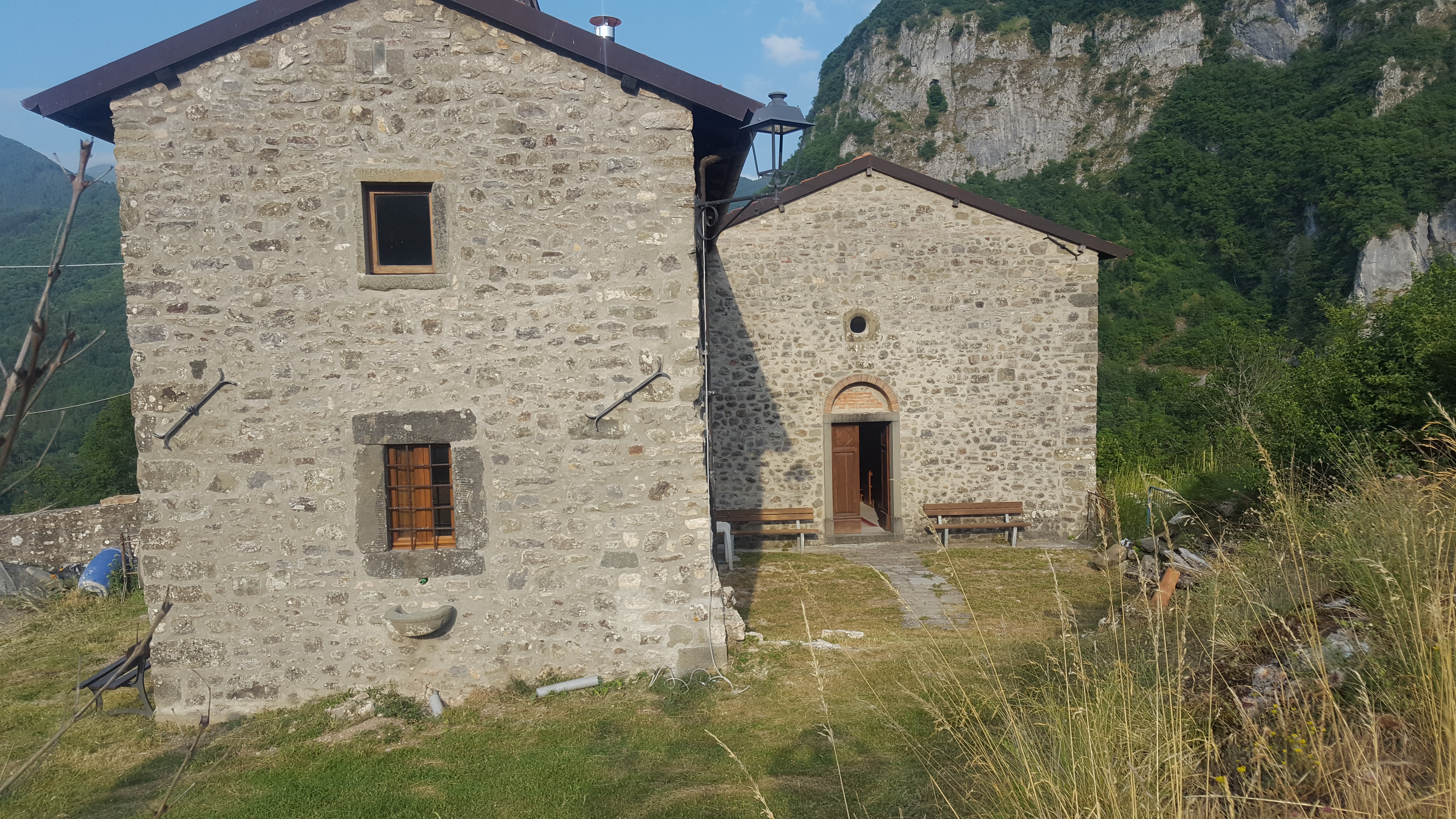
Chiesa della Natività di Maria e casa canonica di Rocca Soraggio

I primi documenti che attestano la presenza di una chiesa, l'Ecclesia de Soragio, intitolata a San Rocco e sotto il dominio della pieve di Piazza al Serchio, risalgono agli anni 1296 - 1299 e sono conservati nella Decima Diocesana di Luni-Sarzana.
Nel XV secolo l’edificio raggiunge un rilievo maggiore; nel 1447 fu dedicato un altare a San Giovanni Battista e sedici anni più tardi l’opera si arricchì di un trittico del pittore reggiano Pietro da Talada. Il trittico rimase nella chiesa fino al 1920, quando fu rubato e messo in vendita sul mercato antiquario. Attualmente sono state recuperate la parte centrale, ovvero la Madonna con il bambino, e la tavola sinistra che raffigura San Giovanni Battista, esposte nel Museo Nazionale di Villa Guinigi di Lucca.
La chiesa, intitolata dalla metà del XVI secolo a San Martino vescovo, perse il suo titolo nel 1758, quando un decreto del Vescovo di Sarzana, Girolamo Della Torre, trasferì il luogo di culto dei fedeli da Rocca a Villa Soraggio, congiungendo le due comunità religiose. La disposizione scatenò l’ira delle due parti, al punto che, nel 1761, buona parte della chiesa di Rocca fu demolita.
Sette anni più tardi, nel 1768, le due parrocchie furono disgregate grazie all'intervento del Vaticano, che stabilì quanto segue:
1. il parroco doveva celebrare le funzioni religiose sei mesi a Rocca e sei a Villa Soraggio e doveva risiedere a Villa
2. nei giorni festivi la messa doveva essere celebrata in entrambe le parrocchie, con un altro sacerdote, al quale dovevano essere offerte elemosine
3. gli abitanti delle frazioni della valle di Soraggio dovevano contribuire al mantenimento dei luoghi di preghiera, senza pretese né ricorsi

I resti delle mura perimetrali visibili tutt'oggi mostrano il cambiamento nella collocazione dell'edificio dopo la ricostruzione. Al termine la chiesa fu intitolata a San Giovanni Battista, mentre solo in epoca più recente è stata denominata come Natività di Maria.
In chiesa era un trittico quattrocentesco con la Madonna in trono col Bambino, San Giovanni Battista e San Domenico di Pietro da Talada (già Maestro di Borsigliana), oggi al Museo nazionale di Villa Guinigi di Lucca.

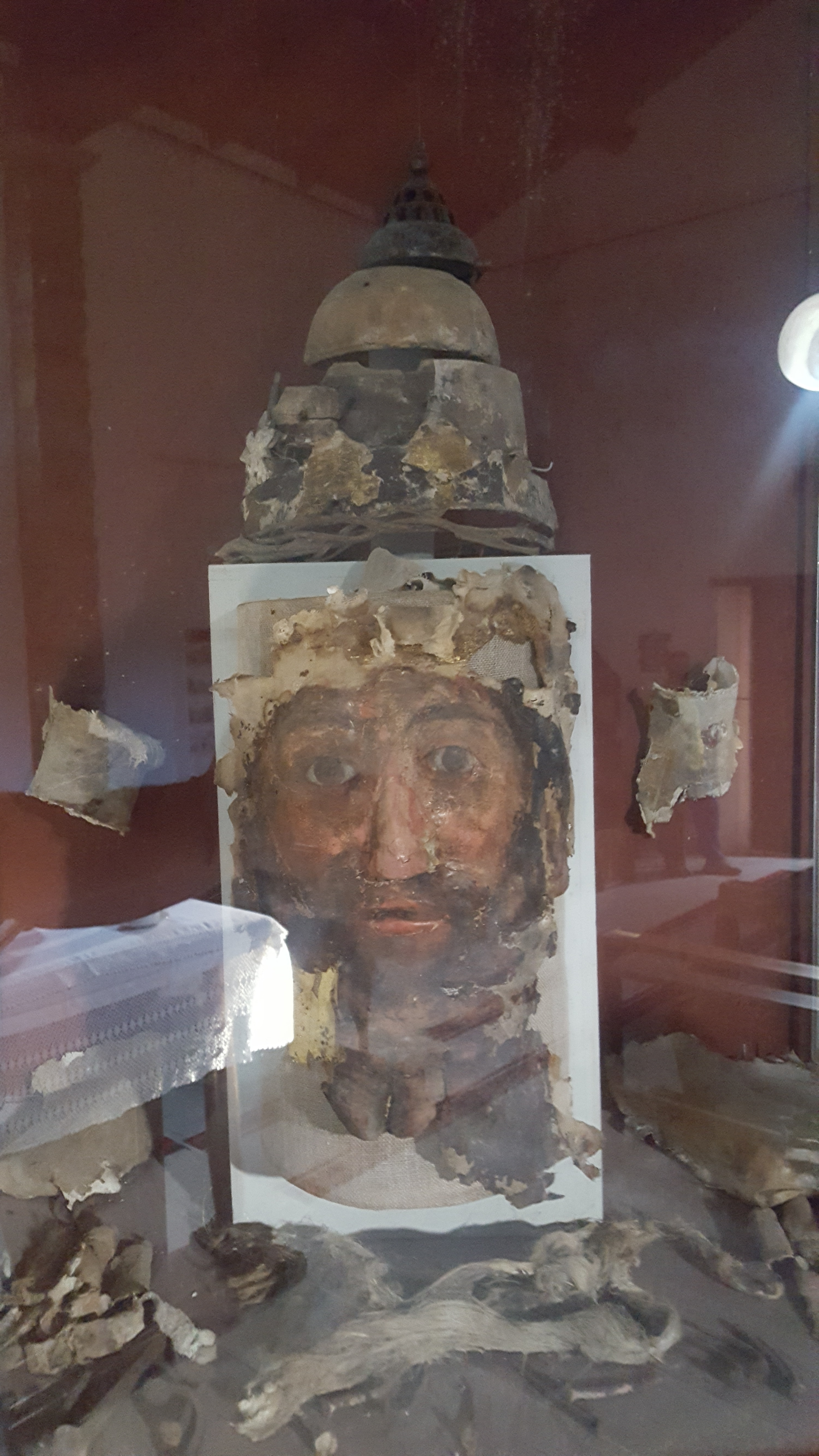
Particolare di alcune parti del crocifisso ricavate dal restauro

## Restauro
Il restauro del Volto Santo di Rocca Soraggio, eseguito tra il 1996 e il 1999, a opera della collaborazione tra la Soprintendenza di Lucca, il contributo della Fondazione Cassa di Risparmio di Lucca, il coordinamento del comune di Sillano e il parroco Don Pietro Fortini, ha conferito un pezzo di grande importanza al gruppo dei crocifissi di epoca medievale correlabili al Volto Santo di Lucca.
La struttura del crocifisso subì, nel corso dei secoli, sollevamenti, cadute e pitture, nonché profonde alterazioni alla fine del 1500. Tali alterazioni si collocavano in una fase di nuova e ritrovata devozione cristiana verso il modello del crocifisso lucchese, scaturita negli anni successivi al Concilio di Trento (1545-63) e testimoniata dalla presenza di confraternite, cappelle e statue nelle strade della Garfagnana, della Lucchesia e della Lunigiana.
Il restauro ha permesso di recuperare una buona leggibilità dell'intaglio originale della scultura.
Il crocifisso è composto da tre parti, la testa e il corpo sono stati ricavati da un singolo tronco inciso sul retro, mentre le braccia sono state unite al corpo mediante due perni in legno all'altezza dello sterno e della vita.
La croce si è dimostrata essere di recupero; per adattarla alle dimensioni della chiesa di Soraggio era stata accorciata, alla fine del Cinquecento, lasciando sporgere i piedi del Cristo. Quest'ultimo è raffigurato come Triumphans, ovvero con il busto eretto, le braccia perpendicolari al corpo e il volto inclinato a destra. La tunica, a seguito di vari interventi di piallatura alla fine del XVI secolo, non presenta incisioni nella parte superiore, ma in alcune zone si notano ancora profonde pieghe. La vita è stretta da una cintura di colore oro e alcuni dettagli rosso-blu sono ancora visibili nelle pieghe della veste, che presenta una decorazione a oculi stellati scuri.
Il risultato, pur non essendo di alta qualità manuale, espone il modo in cui l’artista anonimo aveva tentato di dare prestigio all'opera con strumenti modesti, rifacendosi al prestigioso modello del Volto Santo di Lucca.
La testa è la parte del crocifisso di Soraggio che ha subito le maggiori manomissioni. Al fine di inserire la corona e la tiara i capelli sulla nuca vennero asportati e solo parzialmente reintegrati con ciocche in tela gessata. Il viso era stato già rimodellato con uno strato di gesso nel tardo Cinquecento, causando una riduzione dell'espressività, soprattutto per la perdita degli occhi, riprodotti solo ad acquerello, ma messi in evidenza da orbite oculari molto incavate e da un contorno nero molto intenso.
La barba presenta una base rossa con striature marroni e segue il movimento dei capelli ma dirigendosi nel verso opposto, terminando in due punte ravvicinate. 
Le sopracciglia sono appuntite e marcate, a formare un'unica linea con il naso, dritto ma con una curvatura nella parte finale rivolta verso il basso.
Durante il restauro, con l'uso di bisturi e spatoline, sono stati asportati i capelli in stoppa, la fascia di tela e il cerchio di legno che conteneva la chioma del Cristo. Al di sopra del cerchio vi era una fascia in cuoio, la corona, unita mediante grossi chiodi. La maschera che copriva il volto è stata poi facilmente rimossa e al di sotto è stata rinvenuta la varietà di colori originale. Gli strati più consistenti di stucco e pittura sono stati eliminati meccanicamente.
Gli interventi di consolidamento eseguiti sul Volto Santo di Rocca Soraggio si sono rivelati fondamentali, in quanto, oltre ai danni causati dalle numerose alterazioni, i volumi del manufatto, esposto per anni all'umidità, erano aumentati notevolmente, distorcendone la fisionomia originale.
Al termine del restauro alcuni campioni di colore sono stati sottoposti a test allo scopo di identificare i vari strati di pittura.
Infine, l'opera, dopo essere stata fissata con la cera, è stata sistemata su di una nuova croce in legno di castagno, utilizzando i fori preesistenti e congiungendola con molle e bulloni.
Le parti scartate durante il restauro, come l'antica croce e la fascia di tela che ricopriva il volto del XVI secolo, sono oggi conservate ed esposte all’interno di una teca nella Chiesa della Natività di Maria a Rocca Soraggio.

## Datazione
Grazie al restauro è stato possibile ipotizzare la datazione dell’opera. La sua origine medioevale è indubbia, ma è incerto se risalga al XIII o XIV secolo. Alcuni tratti caratterizzanti della veste, come la decorazione, potrebbero indicare sia l’antica età del crocifisso che la discendenza dal Volto Santo di Lucca. Tuttavia, il confronto con quest'ultimo sottolinea un distacco nella tecnica di produzione delle due opere, che risulta di minor pregio nel caso dello scultore garfagnino.
Si suppone la datazione attorno al 1299, epoca in cui il territorio della valle di Soraggio era sotto il controllo dei signori di Dalli, che ben presto barattarono le proprie terre in cambio della protezione di Lucca. Il Volto Santo di Rocca Soraggio sarebbe così divenuto l’emblema dell’alleanza politica tra il piccolo borgo dell’alta Garfagnana e la città di Lucca.

## Provenienza
I documenti a disposizione non permettono di stabilire la provenienza certa del crocifisso tunicato di Soraggio, che potrebbe essere stato inviato da un luogo sconosciuto oppure provenire dal vicino paese di Sillano.
L’ipotesi più accreditata è la seconda, poiché essendo il Volto Santo di Rocca Soraggio plasmato sul modello di quello lucchese, si presume una buona conoscenza delle caratteristiche del crocifisso di Lucca da parte dello scultore. La conoscenza del modello lucchese sarebbe stata possibile grazie ad antichi legami che univano Sillano con la città di Lucca.
Il vescovo lucchese Giovanni aveva acquistato diverse case nel territorio di Sillano e nella visita pastorale Lomellini del 1568, è testimoniata la presenza di alcune reliquie appartenenti alla cattedrale di San Martino di Lucca, custodite nella chiesa di San Bartolomeo di Sillano.
Sillano potrebbe dunque essere la più realistica località di provenienza del Volto Santo, in virtù degli antichi legami con la sede episcopale lucchese.

## Turibolo del Volto Santo di Rocca Soraggio
Il coperchio di un turibolo, grazie alla forma tronco-conica, divenne l'armatura del riempimento in stoppa e stucco sul quale venne posizionata la tiara a seguito delle alterazioni subite dal crocifisso alla fine del XVI secolo. Oggi il coperchio è l'unico pezzo rimasto del turibolo, dunque l'unico che possa testimoniare le notevoli qualità artistiche possedute in origine dall'oggetto.
Il coperchio, che risale alla seconda metà del Duecento, è in rame verde e turchese e alla base possiede quattro anelli che lo univano alla coppa sottostante; la parte inferiore del coperchio è decorata con foglie verdi che si alternano a medaglioni che ospitano al loro interno forme a stella.

## Confraternita del Volto Santo di Rocca Soraggio
La Confraternita del Volto Santo di Rocca Soraggio, fondata il 1 giugno 2014 e composta inizialmente da quattro membri, ha raggiunto, nel 2017, più di 380 iscrizioni.
Si tratta di un'associazione pubblica di uomini e donne che hanno come fini principali la promozione, la salvaguardia e la cultura del Volto Santo e l'obiettivo di fondare un Santuario del Volto Santo. È per questo motivo che particolare attenzione è stata rivolta ai lavori di recupero della casa canonica adiacente alla chiesa. La Confraternita ha riconosciuto in San Francesco d'Assisi e San Benedetto l'esempio spirituale a cui ispirarsi.

## Eventi
Grazie al contributo della Confraternita, dal 2016 la piccola frazione e la sua chiesa sono meta di pellegrinaggi e visite. Nell'aprile del 2016 sono giunti in loco i primi pellegrini provenienti dall'Emilia Romagna, mentre nel maggio 2017 alcune scuole vi hanno fatto visita.
Nell'agosto del 2016 è stato organizzato un motoraduno sulle vie del Volto Santo; nello stesso mese si svolge la tradizionale Via Crucis tra le vie dell'antico borgo.
L'8 settembre si celebra la messa in onore della Natività di Maria e l'8 dicembre si svolge un pellegrinaggio sulle vie del Volto Santo, concluso da una celebrazione liturgica.